# Zona Volcànica de la Garrotxa
La Zona Volcànica de la Garrotxa, situada entre les ciutats d'Olot i Girona, al nord-est de la península Ibèrica, forma part del camp volcànic gironí. És la zona volcànica més jove de la península ibèrica i compta amb la concentració de volcans recents més gran i més ben conservada d'aquest territori.
S'hi troben més d'una cinquantena de cons volcànics, colades de lava, anells de tuf, maars i dipòsits piroclàstics en una superfície que abasta uns 600 km² entre les comarques de la Garrotxa, la Selva i el Gironès. La seva formació va ser entre el plistocè mitjà i l'holocè primerenc (0,7-0,01 Ma), posterior a la zona volcànica de la Selva (7,9-1,7 Ma) i de l'Empordà (> 12-8 Ma).
La majoria de volcans se situen al nord, a la rodalia de les poblacions d'Olot i Santa Pau, a la part alta del riu Fluvià. La resta es troben al sud, a la conca mitjana-baixa del riu Ter, en menor nombre, però de majors dimensions i complexitat. La major part de la superfície està coberta per vegetació, per la qual cosa la geologia superficial de la zona no sempre és visible.
Gran part del territori es va protegir com a Paratge Natural d'Interès Nacional el 1982 i es va declarar Parc Natural amb la llei d'espais naturals de 1985. L'àrea protegida ha anat ampliant-se al llarg dels anys, actualment, el parc natural inclou la majoria de volcans, excepte els volcans de la vall de la Llémena, del Puig d’Àdri i La Crosa de Sant Dalmai, que estan gairebé tots protegits pel PEIN.

## Formació dels volcans
Els cons són de petites dimensions amb una única erupció per con. Es van formar per l'ascens ràpid de volums petits de magma a través de diverses falles i de manera intermitent, coincidint amb els períodes de reactivació del sistema de falles principal (cada 5-20 mil anys).
L'activitat volcànica és fruit d'una depressió tectònica, que afecta tant a la zona nord com la sud. Tot i que a la zona nord hi ha un substrat de capes fines del Terciari afectades per les falles inverses alpines i els sediments quaternaris, sembla que les estructures alpines no van afectar la localització dels volcans. La zona sud està coberta de sediments del Quaternari, combinats amb subsol Palacozoic.
Les falles principals causants de l'activitat eruptiva són la d'Amer i de Llorà, que també han provocat els terratrèmols més recents i determinen la xarxa fluvial. El moviment de les plaques tectòniques permetria l'obertura de fractures a l'escorça terrestre i l'ascens de magma, produint una erupció cada vegada en un lloc diferent.
Les erupcions varien d'entre hawaianes fins a estrombolianes violentes i en la majoria dels casos van alternar fases estrombolianes i freatomagmàtiques. Les diverses interaccions entre el magma i l'aigua, així com algunes diferències en el subsol, van produir erupcions molt variades, que han donat lloc a estratigrafies complexes. S'han trobat fases freàtiques d'explosions de vapor que van treure clasts lítics del substrat, fases freatomagmàtiques que van generar una àmplia diversitat de fluxos piroclàstics, així com fases típicament estrombolianes, incloent-hi episodis explosius i efusius.

## Composició de les roques
La composició dels magmes és majoritàriament formada per basalts leucítics, basanites amb nefelina i basalts amb olivina alcalins. Estan compostos de cristalls d'olivina, piroxens i plagiòclasi. Contenen al voltant d'un 12 % de matriu microcrital·lina. Amb densitats de 2.700-2.870 kg/m3, viscositats típiques de 1.-1.2 Pa ·s, temperatures de 1.200-1.300 °C i una velocitat d'ascens estimada de 0,2 m/s.

## Risc de reactivació
Els indicadors geològics suggereixen que la zona es troba en les mateixes condicions geodinàmiques que van afavorir l'inici i continuïtat del vulcanisme garrotxí. Així doncs, la zona es considera com a potencialment activa. Stefania Bartolini, Xavier Bolós, Joan Martí, Elisaeth Riera i Llorenç Planagumà van elaborar un mapa de risc que té en compte simulacions sobre el flux de lava, el flux piroclàstic i la cendra volcànica. Els resultats indiquen que la zona amb més probabilitat d'erupció és entre Olot i Santa Pau, concretament al voltant del volcà del Croscat, el darrer a erupcionar. Els autors consideren que el mapa pot ser útil per a planificar el territori i elaborar un pla d'emergència que permeti minimitzar l'impacte de possibles erupcions a la zona. La investigació es va publicar en la tesi doctoral de Stefania Bartlini Volcanic hazard assessment in monogenetic volcanic fields (2014) i, posteriorment, a la revista científica Natural Hazards (2015).